# Cüneyt Tanman
Mehmet Cüneyt Tanman (né le 16 janvier 1956 à Istanbul) est un footballeur turc. 

## Biographie
Il commence sa carrière en 1974 au club de Galatasaray.
En 1975, il est prêté à Giresunspor. Pour le reste de sa carrière (jusqu'en 1991) il continue à Galatasaray.
Il a joué 350 matches de ligue turque et inscrit 33 buts.
Entre 1985 et 1991, il fut capitaine de l'équipe de Galatasaray. Il joua 13 ans au Galatasaray.
En 1987, il remporte le championnat et l'année suivante la Coupe.
Cüneyt Tanman joua à 17 reprises sous le maillot de l'équipe nationale turque et fut à 9 reprises capitaine.